# Janet Jagan
Janet Rosalie Rosenberg, poi Roberts, coniugata Jagan (Chicago, 22 ottobre 1920 – Georgetown, 28 marzo 2009), è stata una politica e statista guyanese di origine statunitense.
Di simpatie comuniste fin da giovane, si sposò con l'attivista guyanese Cheddi Jagan nel 1943. Dopo essere emigrata nella Guyana britannica, divenne una delle principali figure di riferimento della lotta per l'indipendenza del Paese dall'Impero britannico, nonostante i tentativi di destabilizzazione statunitensi. Ottenuta l'indipendenza della Guyana nel 1966, Janet Jagan divenne una dei maggiori esponenti politici nazionali; dopo l'assunzione del potere da parte del dittatore Forbes Burnham, lei e il marito furono tra i leader dell'opposizione.
Alla morte di Burnham, il regime proseguì sotto la guida di Desmond Hoyte. Quando questi perse il potere, nel 1992 si tennero libere elezioni che condussero Cheddi Jagan alla carica di presidente del Paese, portando Janet a divenire la first lady. Quando il marito morì improvvisamente nel 1997, dopo una breve parentesi al potere di Sam Hinds, Janet Jagan venne nominata nuova presidente della Guyana, nonostante la feroce opposizione dell'ex-presidente Hoyte. Fu la prima donna a ricoprire l'incarico di capo di Stato nel suo Paese e la seconda nell'intero Sudamerica, dopo Isabelita Peron in Argentina.
Rimase in carica dal dicembre 1997 all'agosto 1999, cercando di raggiungere, durante tutto il suo mandato, la pacificazione sociale della Guyana, divisa dal costante conflitto razziale tra le componenti etniche afro-guyanesi e indo-guyanesi, per ottenere la quale cercò di accordarsi col rivale Hoyte. Fu costretta a dimettersi dal suo incarico nel 1999, dopo un anno e mezzo di governo, a causa delle precarie condizioni di salute, morendo infine nel 2009. È considerata un'importante figura dell'era della decolonizzazione della seconda metà del Novecento, così come una delle maggiori femministe sudamericane del XX secolo.

## Biografia

### Origini

#### Famiglia e prime attività
Nacque a Chicago nel 1920 in una famiglia ebraica di origini rumene, ungheresi e cecoslovacche, figlia di Charles Rosenberg (1891-1957) e Kathryn Kronberg (1895-1990). Secondo la stessa Janet, il padre, venditore porta a porta, dovette cambiare il cognome della famiglia in "Roberts" per evitare che venissero scoperte le sue origini ebraiche ed incorrere così nell'antisemitismo, ancora diffuso nella società americana dell'epoca. L'odio razziale sperimentato durante l'infanzia influenzò quindi notevolmente l'orientamento politico-sociale della giovane.
Janet Rosenberg si dimostrò fin da subito un'anticonformista: eccelleva nell'equitazione e nel nuoto e per un periodo frequentò anche delle lezioni per diventare aviatrice. Iscritta alla Facoltà di Medicina della Wayne State University di Detroit all'inizio degli anni 1940, entrò a far parte del Fronte della Gioventù Comunista e cominciò a partecipare a numerosi scioperi e proteste studentesche, convertendosi così del tutto alla causa socialista, da sempre vista con sospetto negli Stati Uniti.

#### Matrimonio con Cheddi Jagan

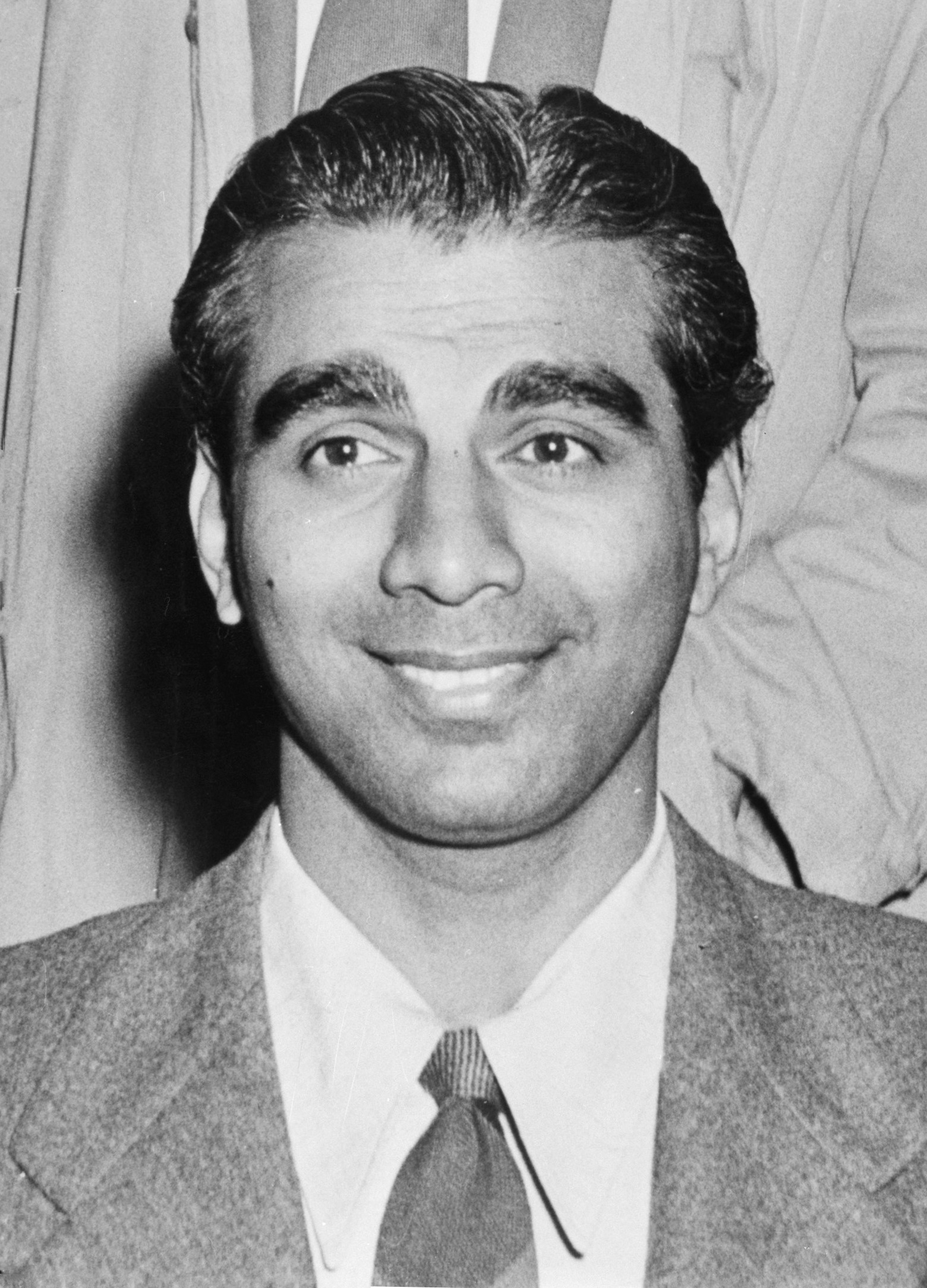
Cheddi Jagan, marito di Janet e uno dei padri dell'indipendenza della Guyana

Nel 1942, durante l'attivismo, incontrò lo studente guyanese Cheddi Jagan, allora negli Stati Uniti per motivi di studio; i due si innamorarono e si sposarono il 5 agosto 1943. I coniugi Jagan dovettero sin da subito confrontarsi col razzismo radicato nella società statunitense dell'epoca: la stessa famiglia Rosenberg, profondamente conservatrice, non accettò il matrimonio di Janet, disprezzando il marito in quanto di etnia indiana e religione induista (Charles Rosenberg minacciò addirittura di sparargli se lo avesse avuto davanti). Nonostante le enormi difficoltà e i pregiudizi che la coppia affrontò, la loro unione non venne mai meno e durò fino alla morte di lui nel 1997; ebbero due figli, Cheddi Jr. "Joey" e Nadira.
Cheddi Jagan, anch'egli di convinzioni comuniste (voci non confermate affermavano che fosse stata la moglie ad indottrinarlo), si trovava negli Stati Uniti per studiare odontoiatria. All'entrata in guerra di Washington nel secondo conflitto mondiale, Cheddi, pur apprezzando il ruolo del governo americano nella lotta al nazismo, professava la neutralità stabilita dal Congresso Nazionale Indiano (allora partito di riferimento per gli indiani nel mondo). Nel 1943, date le restrittive norme dell'Illinois che non permettevano di conseguire licenze professionali a coloro che non fossero cittadini statunitensi, non potendo esercitare la professione medica, Cheddi decise di rientrare nella Guyana britannica per non essere arruolato nell'esercito statunitense come soldato semplice.
Inizialmente Janet rimase negli Stati Uniti, poiché Cheddi temeva la reazione dei suoi stessi parenti, che provavano a loro volta pregiudizi contro bianchi ed ebrei. Solo alla fine del 1943 i coniugi si riunirono nell'allora colonia inglese e, nonostante le incerte premesse, Janet si ambientò ben presto senza troppe difficoltà; per mantenersi i coniugi aprirono una clinica dentistica a Georgetown, capitale della colonia, con Janet che faceva da assistente al marito. Il matrimonio con Jagan e la sua affiliazione al comunismo le fecero perdere la cittadinanza statunitense; Janet rimase apolide fino all'indipendenza della Guyana oltre vent'anni dopo, quando ne ottenne la cittadinanza.

### Attivismo guyanese

#### Inizio della lotta per l'indipendenza della Guyana
(Risposta di Janet Jagan a V. S. Naipaul)
Tra gli anni '40 e '50 si sviluppò il movimento indipendentista guyanese contro il dominio coloniale britannico, soprattutto di matrice comunista, e Cheddi e Janet Jagan ne divennero due dei principali animatori. I coniugi cominciarono ad essere coinvolti nelle attività dei primi sindacati guyanesi, nati dall'associazione dei lavoratori delle piantagioni, che man mano divennero sempre più organizzati e che si posero sotto la loro guida.

Paul Robeson, ideologo al quale si ispirarono i Jagan

Nel 1946, influenzati dai discorsi di Paul Robeson, fondarono il Comitato per gli Affari Politici, evolutosi poi in un vero e proprio partito con la costituzione, quattro anni più tardi, del Partito Progressista del Popolo (PPP), di orientamento marxista-leninista. Mentre Cheddi era a capo del partito, Janet ne era segretario generale (carica che mantenne per vent'anni) e dirigeva i quotidiani affiliati Thunder (edito fino al 1957) e PAC Bulletin (talvolta essendone la sola collaboratrice). Nel 1947 Janet e il marito si candidarono al Consiglio Legislativo della Guyana; Cheddi venne eletto, mentre Janet non ottenne un numero di voti sufficiente. Nel 1948 ci fu la prima dimostrazione dell'ampio seguito dei Jagan: la Guyana era paralizzata dagli scioperi dei lavoratori delle piantagioni di canna da zucchero e, dopo che la polizia coloniale represse nel sangue le proteste uccidendo cinque persone, i coniugi guidarono una marcia di protesta in occasione del loro funerale, che si snodò fino a 25 km fuori dalla capitale Georgetown.
Nel frattempo portò avanti anche la causa femminista del paese, fondando l'Organizzazione Politica ed Economica Femminile (ovvero la sezione femminile del PPP), che promuoveva il suffragio universale e la possibilità per le donne di accedere a tutti i mestieri. Una prima vittoria fu ottenuta nel 1945, quando le donne guyanesi guadagnarono il diritto di poter essere elette a cariche pubbliche, mentre il suffragio femminile venne introdotto con le successive elezioni del 1953. Nello stesso anno il precedente movimento venne sostituito dall'Organizzazione Progressista Femminile, sempre con a capo Janet Jagan e affiliata al PPP.
Nel 1950 i Jagan riuscirono ad essere eletti entrambi nel Consiglio comunale di Georgetown (con Janet prima donna mai eletta in Guyana), unici candidati vincenti del PPP assieme a Forbes Burnham (loro futuro nemico). Nel 1953 Janet Jagan si recò, in rappresentanza della Guyana, ad una conferenza della Federazione Democratica Internazionale Femminile a Copenaghen, mentre il marito partecipò ad un'iniziativa analoga a Berlino Est, segno dell'ormai loro assoluto rilievo nella lotta per l'indipendenza nazionale. Nonostante fossero già sorvegliati dai servizi di sicurezza coloniali, i Jagan non erano comunque ancora considerati pericolosi.

#### Elezioni e colpo di Stato del 1953
Nel frattempo il governo britannico, temendo di non essere in grado di gestire il processo di decolonizzazione del proprio vasto impero e dietro pressioni del nuovo presidente americano Dwight Eisenhower, decise nello stesso 1953 di concedere che si tenessero libere elezioni in Guyana, per favorirne un'indipendenza controllata. Temendo una presa di potere da parte dei comunisti, le autorità coloniali cominciarono ad avversare il PPP e i Jagan, ma alle elezioni il loro partito vinse con ampissimo margine, conquistando 18 seggi sui 24 dell'Assemblea guyanese. Grazie all'accordo tra le componenti etniche indo-guyanesi e afro-guyanesi, i partiti allineati agli interessi colonialisti subirono una cocente sconfitta e Cheddi Jagan e Forbes Burnham si misero a capo del Consiglio Esecutivo del PPP. Janet Jagan, candidata, fu eletta ed ottenne un seggio all'Assemblea, così come la nomina a Presidente dell'Assemblea.

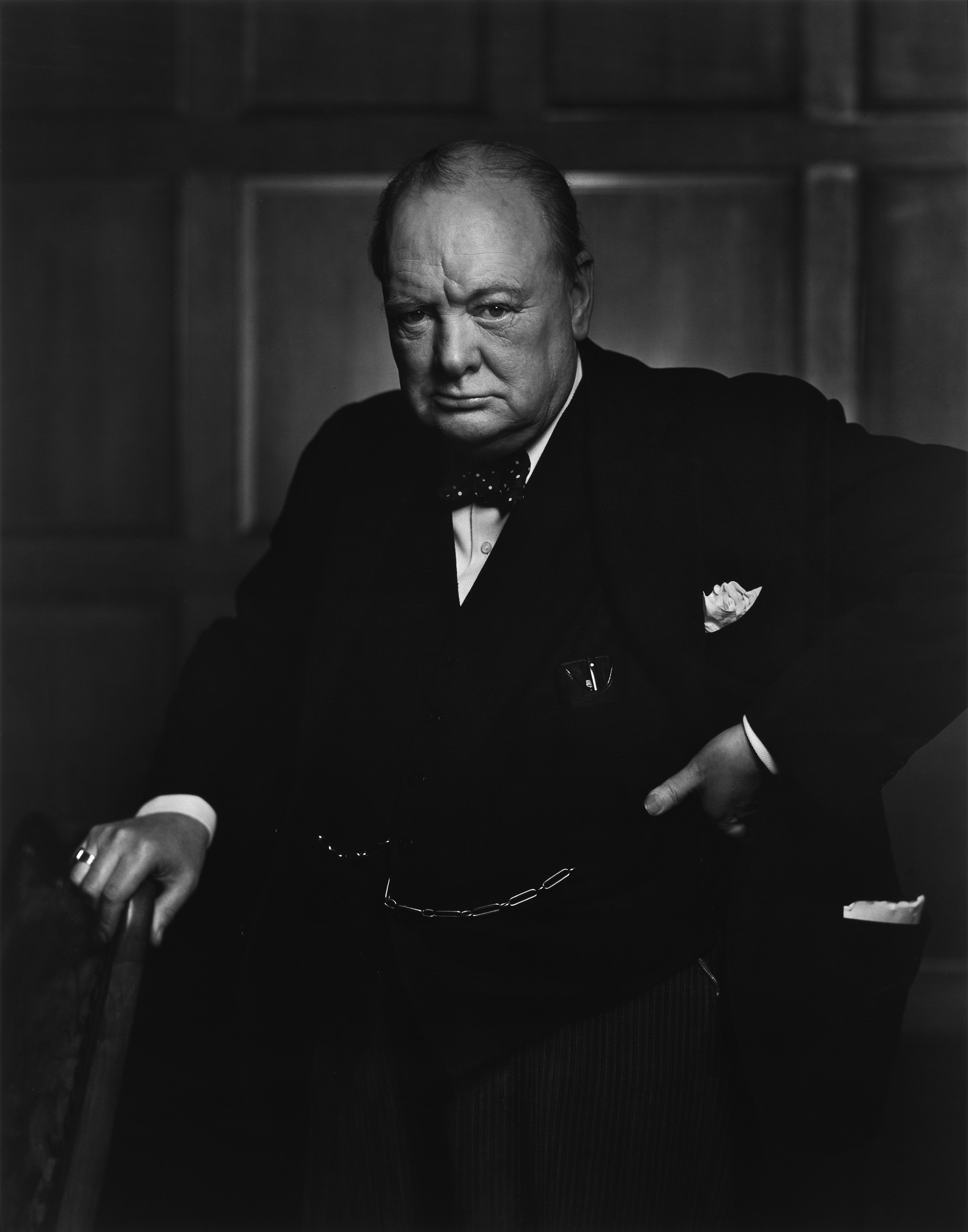
Winston Churchill, fautore del colpo di Stato del 1953 e del crollo del governo di Jagan

Il governo del PPP, con Cheddi Jagan come primo ministro, si distinse fin da subito per la volontà di emanciparsi dal controllo britannico, disponendo rotture dei protocolli istituzionali e addirittura rifiutandosi di mandare propri rappresentanti in Giamaica ad incontrare la regina Elisabetta II, allora in visita ufficiale. Il programma del nuovo governo guyanese prevedeva inoltre numerose riforme a favore dei ceti guyanesi più disagiati, segnatamente i lavoratori delle piantagioni, prevedendo una riforma della proprietà agraria e della tassazione. L'intraprendenza del PPP mandò su tutte le furie Winston Churchill, che temeva un allineamento della Guyana al blocco comunista; Janet Jagan, ormai ritenuta una dei più pericolosi capi dell'indipendentismo guyanese, venne definita «una donna eccezionalmente abile, senza scrupoli ed energica, l'influenza dominante del partito, [...] comunista riconosciuta e ortodossa».
Volendo prevenire un'imposizione comunista sulla Guyana, Churchill autorizzò l'esercito britannico ad intervenire. Il 9 ottobre 1953 gli inglesi occuparono la Guyana e deposero il governo indipendente di Georgetown, rimasto in carica per poco più di quattro mesi e incolpato di un complotto fittizio per radere al suolo la capitale. I coniugi Jagan vennero presi in custodia e rimasero in prigione per cinque mesi, venendo liberati nel marzo 1954 non avendo commesso reati per cui fossero potenzialmente condannabili. Rimasero comunque entrambi in regime di libertà vigilata fino al 1956, senza poter lasciare Georgetown e sorvegliati costantemente dalla polizia.

#### Spaccatura del PPP
Dopo gli eventi del 1953 gli inglesi cercarono di rafforzare la propria autorità sulla Guyana, continuando a perseguitare il PPP e i suoi membri di spicco e istituendo anche la legge marziale. I guyanesi tuttavia non si ribellarono né fecero mai resistenza armata, perché secondo Cheddi Jagan la Guyana era «una piccola colonia sulla costa nordorientale del Sud America, circondata dal potere dell'Impero britannico e subito oltre da quello degli Stati Uniti. Come possiamo usare la forza?».

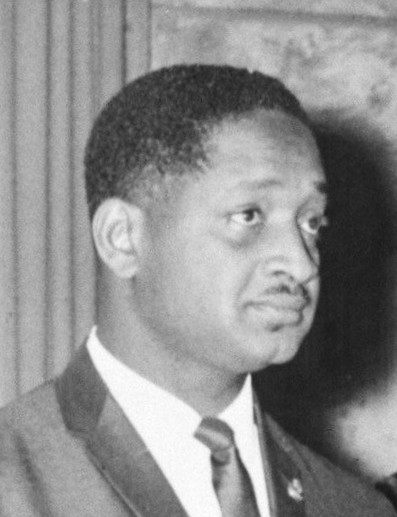
Forbes Burnham, prima collaboratore e poi nemico dei Jagan, dittatore della Guyana dagli anni '70 fino al 1985

Nel 1955 il partito soffrì una profonda spaccatura interna: Forbes Burnham, a capo dell'ala moderata rappresentativa degli afro-guyanesi e sostenuto dai servizi segreti britannici, entrò in contrasto con Cheddi e Janet Jagan, che guidavano invece la frangia più radicale. Gli scontri più accesi avvennero tra Burnham e la stessa Janet, e venne convocato un congresso nazionale del PPP a Georgetown nel febbraio successivo per tentare di trovare un'intesa.
Il congresso del 1955 fu disastroso per i Jagan: ritrovatisi in minoranza, vennero destituiti dai loro ruoli da Burnham, eletto nuovo capo del partito, e relegati a posizioni minori. Le due fazioni indipendentiste entrarono quindi in rotta di collisione, coi sostenitori di Burnham che abbandonarono il PPP per fondare, nel 1957, il Congresso Nazionale del Popolo (PNC), da allora partito di riferimento per gli afro-guyanesi. Per tentare di rafforzare la coesione della propria corrente, Janet Jagan dispose il totale assorbimento dell'Organizzazione Progressista Femminile all'interno del PPP, rendendo così più omogenea l'opposizione al PNC di Burnham.
I britannici colsero l'occasione e, nonostante l'irritazione degli Stati Uniti, preoccupati dalle intromissioni inglesi nella propria zona d'influenza, fomentarono ulteriormente le divisioni interne all'indipendentismo guyanese. La discriminazione razziale divenne parte integrante della politica guyanese e tensioni e violenze etniche tra indiani e neri sarebbero continuate costantemente nella nazione per decenni.

#### Verso l'indipendenza
Durante l'occupazione inglese Janet Jagan divenne una degli indipendentisti più noti, venendo accusata di scrivere libelli di denuncia contro la tirannia britannica. Le autorità la consideravano estremamente pericolosa, cercando quindi qualsiasi motivazione per poterla incarcerare e tenerla lontana dalla politica.
Nel 1957 le autorità permisero che si tenessero nuove elezioni, vinte dal PPP dei Jagan. Mentre il marito assumeva ancora una volta la guida della colonia, Janet Jagan venne nominata Ministro della Salute, rimanendo in carica fino al 1961 e venendo elogiata per la sua efficienza anche dagli avversari politici. Tra il 1961 e il 1963 fu membro del Consiglio di Stato della Guyana, mentre tra il 1963 e il 1964 divenne Ministro degli Affari Interni come rimpiazzo del dimissionario Balram Singh Rai, entrato in contrasto con Cheddi Jagan.
Nel frattempo, tuttavia, continuavano le macchinazioni internazionali contro il PPP: l'amministrazione dei presidenti americani John Fitzgerald Kennedy e Lyndon Johnson, temendo una deriva comunista in Guyana come già accaduto alcuni anni prima a Cuba, permisero alla CIA, con l'appoggio britannico, di sabotare costantemente il governo di Cheddi Jagan. La diffidenza statunitense venne rafforzata anche da alcune iniziative del governo guyanese, che (anche su pressione della stessa Janet Jagan, tra le esponenti più estreme del gabinetto) cercò di implementare alcune delle riforme radicali già tentate nel 1953. Gli incessanti disordini fomentati dal PNC di Burnham (e forse dalla CIA) portarono il PPP a perdere ancora una volta le redini del potere nel 1964. Janet Jagan fu una dei primi membri del governo a rassegnare le dimissioni, nel suo caso in segno di protesta per le tentate aggressioni subite, per la totale incontrollabilità delle forze di polizia e soprattutto dopo i disordini razziali anti-indiani avvenuti nella città di Wismar, che la distrussero in buona parte, causando alcuni morti e migliaia di sfollati.

Bandiera del Partito Progressista del Popolo, guidato dai Jagan

### Ascesa e governo

#### Dittatura di Burnham e Hoyte e ruolo da first lady
A partire dal 1964, impedita dalle costanti ingerenze straniere, non ricevette nuovi incarichi governativi, limitandosi a gestire il PPP durante la presa di potere di Forbes Burnham, eletto al posto di Cheddi Jagan nel 1964. In seguito all'indipendenza della Guyana nel 1966 e a partire specialmente dagli anni 1970, Burnham divenne sempre più autoritario, costituendo infine una dittatura di fatto (probabilmente con forti appoggi britannici e statunitensi), paradossalmente spostandosi da posizioni moderate a politiche ammiccanti al marxismo, per competere ideologicamente con lo stesso PPP. Nel 1973 Janet Jagan venne rieletta all'Assemblea guyanese, nonostante i tentativi di sabotaggio da parte di Burnham ai danni degli oppositori politici, rimanendo in carica per i successivi vent'anni come uno degli esponenti di spicco dell'opposizione. Molto attiva nel giornalismo, gestiva quotidiani come Mirror e Women Unite, oltre ad essere presidente dell'Ordine dei giornalisti guyanesi da lei stessa fondato.
Janet Jagan tornò protagonista della politica nazionale alla caduta del regime di Desmond Hoyte, sostenitore e successore di Burnham dopo la sua morte nel 1985. In seguito alle libere elezioni del 1992 svolte sotto l'egida dell'ex-presidente americano Jimmy Carter e alla nomina a presidente della Guyana del marito Cheddi, Janet Jagan si dimise da ogni incarico politico per ottemperare unicamente al ruolo di first lady, continuando nel frattempo la professione di giornalista. L'unica eccezione si ebbe nel 1993, quando ricoprì per tre mesi il ruolo di rappresentante guyanese alle Nazioni Unite. Occasionalmente partecipava anche alle riunioni delle commissioni ministeriali, pur continuando a non ricoprire incarichi di governo.

#### Elezione a presidente e compromesso con Hoyte
Il 6 marzo 1997 il marito Cheddi morì improvvisamente a causa di un attacco cardiaco mentre ricopriva l'incarico di presidente del Paese. Il vuoto di potere fu colmato da Sam Hinds che, in attesa di nuove elezioni da tenersi entro il dicembre dello stesso anno, convinse l'ormai ex-first lady ad assumere l'incarico di primo ministro della Guyana (prima donna a farlo) in vista di una sua futura candidatura alla massima carica dello Stato. Inizialmente ella era riluttante per via dell'età avanzata (aveva ormai 77 anni) e avrebbe preferito ritirarsi dalla politica, ma venne infine convinta ad assumere l'incarico, forte dell'ampio sostegno di cui ancora godeva nel paese. Era inoltre vista come una buona candidata di compromesso dai membri più giovani del suo partito, ancora in competizione fra loro per determinare chi avrebbe raccolto l'eredità politica dei Jagan.

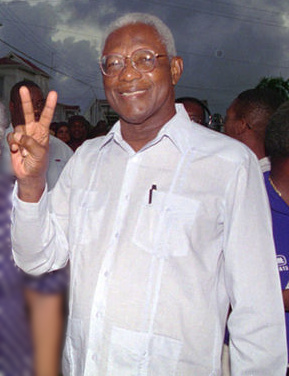
Desmond Hoyte, continuatore del regime guyanese dal 1985 al 1992, successivamente capo del PNC e strenuo oppositore di Janet Jagan

Rimasta da sola a capo del PPP, a ridosso delle elezioni formò un'alleanza coi candidati civici. Nel dicembre 1997 il PPP vinse di misura il confronto elettorale, ottenendo 29 seggi su 53 all'Assemblea Nazionale. Janet Jagan divenne quindi a sua volta presidente della Guyana, prima donna a ricoprire l'incarico e primo capo di Stato femminile democraticamente eletto dell'intera storia del Sudamerica. La campagna elettorale era stata molto tesa, costellata da attacchi strumentali e razzisti (soprattutto di matrice antisemita e antiamericana) da parte dell'ex-presidente Desmond Hoyte contro l'ex-first lady, che fomentarono un'ondata di proteste in seguito all'elezione di Janet a presidente della Guyana.
Conscia del difficile clima politico nazionale, Janet Jagan cercò subito un accordo con Hoyte e il PNC. Dopo una prima fase di stallo, durante la quale i risultati delle elezioni vennero duramente contestati, nel gennaio 1998 Jagan e Hoyte raggiunsero un compromesso, dichiarando che la legislatura sarebbe durata al massimo tre anni e impegnandosi a convocare nuove elezioni entro il 2000. Per placare definitivamente gli animi, poco dopo i due siglarono anche la Dichiarazione di Saint Lucia durante un incontro nell'omonimo Stato caraibico, riconoscendo definitivamente i risultati delle elezioni dell'anno precedente.

#### Mandato presidenziale
Nel proprio gabinetto Janet Jagan incluse due donne: Gail Teixeira, come Ministro della gioventù, dello sport e della cultura, e Indranie Chandarpal, come Ministro delle risorse umane e della sicurezza sociale (in realtà entrambe facevano già parte del gabinetto del defunto Cheddi Jagan). Politicamente continuò il sodalizio con l'ex-presidente Sam Hinds, che nominò suo primo ministro.

Stendardo presidenziale di Janet Jagan

Durante l'anno e mezzo come presidente Janet Jagan continuò le politiche progressiste già portate avanti dal marito, cercando di migliorare i sistemi sanitario, educativo e immobiliare del paese, così come l'ampliamento della rete elettrica e dei sistemi di depurazione dell'acqua, avanzando nel processo di modernizzazione della Guyana. Proseguì inoltre nell'impegno femminista, promuovendo il coinvolgimento delle donne nella vita sociale e politica del paese. Cercò anche la cooperazione degli Stati vicini e soprattutto del mondo esterno; per questo l'UNESCO le assegnò la Gandhi Gold Medal for Peace per il suo impegno femminista e democratico.

#### Dimissioni, ultimi anni e morte
Nell'estate del 1999 la situazione politica guyanese si era fatta estremamente pesante poiché, nonostante le promesse di Hoyte, il PNC continuava a praticare un ostruzionismo spietato alla presidente, cercando di bloccare tutte le sue iniziative e fomentando le proteste contro di lei e le violenze razziali. Nel luglio 1999 subì inoltre un attacco cardiaco, evento che le fece maturare la decisione di dimettersi dal suo incarico.
Si dimise l'11 agosto successivo e venne succeduta dal ministro delle Finanze e delfino Bharrat Jagdeo, che aveva già nominato proprio vicepresidente e che sarebbe rimasto al potere ininterrottamente fino al 2011. Mantenne invece il proprio ruolo di spicco all'interno del PPP (anche se entrò spesso in polemica col presidente Jagdeo, disapprovando le sue decisioni), e continuò a collaborare coi quotidiani affiliati al partito.
Durante gli ultimi anni di vita, ormai non più in grado di gestire il PPP, tentò di convincere il figlio Joey, residente negli Stati Uniti, a rientrare in Guyana per succederle politicamente, ma senza successo. Ormai anziana e malata, fu costretta a passare lunghi periodi in cura a Belém, in Brasile, per poi rientrare a Georgetown e morire nel 2009 per cause naturali.

## Pensiero politico
Nonostante, per sua stessa ammissione, aderisse al socialismo radicale e prendesse a modello il marxismo sovietico, Janet Jagan cercava di non agire solo secondo ideologia (ma non sempre riuscendoci). Come il marito, non si dichiarava totalmente contraria al mercato libero e ad una moderata privatizzazione, portando persino la CIA a riconoscere che non fossero comunisti nell'accezione consueta del termine. Dapprima più intransigente, il pensiero di Janet Jagan si addolcì nel tempo, soprattutto dopo il crollo del muro di Berlino e la conseguente dissoluzione dell'Unione Sovietica.
Nonostante ricercasse il sostegno e la collaborazione degli altri paesi a trazione socialista e comunista, Janet Jagan preferiva anteporre gli interessi della Guyana a quelli del proprio credo politico, risultando quindi una moderata nazionalista. Il peculiare credo politico di Janet Jagan portò il premio Nobel per la letteratura V. S. Naipaul, amico dei coniugi Jagan, ad affermare che il loro marxismo moderato «fosse più una forma di socialismo da Partito Laburista britannico».
Era inoltre una convinta sostenitrice del femminismo e dei diritti delle donne, cercando di realizzarne l'emancipazione in Guyana durante tutta la sua carriera politica. Per questo scopo gestì anche un giornale, Women Unite, quotidiano ufficiale dell'ala femminile del PPP. Il valore che prediligeva di più era la capacità di organizzazione, che riteneva essere fondamentale per il raggiungimento della parità di genere, ritenendola la caratteristica principale che dovesse possedere una donna indipendente, soprattutto coniugato alla capacità di apprendimento.

## Rilevanza storica
Nonostante la larga opposizione affrontata negli ultimi anni di vita, oggi Janet Jagan è ritenuta un'eroina nazionale della Guyana e ricordata come una dei suoi fondatori. Per lungo tempo l'importanza del ruolo di Janet Jagan nella politica guyanese venne oscurata da quella del marito Cheddi Jagan e dai tentativi di repressione del dittatore Forbes Burnham, ma negli ultimi anni la sua figura è stata profondamente rivalutata. Una critica che le viene comunque ancora mossa riguarda l'eccessiva rigidità ideologica, che a volte la portava a prendere decisioni poco ragionate.
Janet Jagan è stata inoltre una delle principali femministe sudamericane della seconda metà del XX secolo, anche se il suo pensiero talvolta differiva da quello del femminismo classico e contemporaneo. Grazie ai suoi sforzi decennali le donne poterono diventare parte integrante della vita politico-sociale nazionale, rendendo così la Guyana uno dei paesi sudamericani più progrediti sul campo dell'uguaglianza di genere.